# Yusuf Demir
Yusuf Demir, född 2 juni 2003, är en österrikisk fotbollsspelare som spelar för Rapid Wien.

## Klubbkarriär

### Rapid Wien
Demir föddes i Wien, Österrike och började spela fotboll i First Vienna innan han gick till Rapid Wien. I januari 2019 blev Demir utsedd till turneringens bästa spelare vid U19-inomhusturneringen "Mercedes Benz Junior Cup" i Sindelfingen, endast 15 år gammal. Han blev även jämför med Lionel Messi för sin spelstil.
Den 26 maj 2019 skrev Demir på sitt första proffskontrakt med Rapid Wien, fortfarande endast 15 år gammal. Fem dagar senare debuterade Demir för reservlaget i en match mot Wiener SC i Regionalliga, där han blev inbytt i den 66:e minuten mot Ivan Močinić. Demir gjorde sitt första mål för reservlaget den 23 augusti 2019 i en 3–0-seger över Wiener Viktoria.
Demir debuterade för A-laget i Österreichische-Bundesliga den 14 december 2019 i en 3–0-vinst över Admira Wacker, där han blev inbytt i den 82:a minuten mot Thomas Murg. Demir blev då även Rapid Wiens yngste spelare i Bundesliga genom tiderna. Den 15 september 2020 gjorde Demir sin Champions League-debut samt första mål i en 2–1-förlust mot belgiska Gent. Han blev då den yngsta spelaren någonsin från Österrike att göra mål i en europeisk tävling och slog Gerd Wimmers rekord från 1994.

### Barcelona
Den 9 juli 2021 förlängde Demir sitt kontrakt i Rapid Wien fram till den 30 juni 2023 och blev samtidigt utlånad till spanska Barcelona på ett säsongslån. Demir gjorde sin La Liga-debut den 21 augusti 2021 i en 1–1-match mot Athletic Bilbao, där han blev inbytt i den 62:a minuten mot Martin Braithwaite. Den 13 januari 2022 avbröts låneavtalet i förtid och Demir återvände till Rapid Wien. Han spelade totalt nio tävlingsmatcher för Barcelona, sex i La Liga och tre i Champions League.

## Landslagskarriär
Demir gjorde 10 mål på åtta matcher för Österrikes U15-landslag mellan oktober 2017 och maj 2018. Han gjorde bland annat fyra mål i en match mot Liechtenstein och två mål mot Norge. Mellan september 2018 och oktober 2019 gjorde Demir därefter nio mål på 14 matcher för U17-landslaget. Han gjorde bland annat två mål mot Malta i en kvalmatch till U17-EM 2019.
Demir debuterade för U21-landslaget den 4 september 2020 i en 5–1-förlust mot Albanien i kvalet till U21-EM 2021, där han blev inbytt i den 68:e minuten mot Romano Schmid. I mars 2021 blev han för första gången uttagen i A-landslaget av förbundskaptenen Franco Foda. Demir debuterade för A-landslaget den 28 mars 2021 i en 3–1-vinst över Färöarna i kvalet till VM 2022, där han blev inbytt i den 85:e minuten mot Louis Schaub.